# Josh Green
Josh Green (Sídney, 16 de noviembre de 2000) es un baloncestista australiano que pertenece a la plantilla de los Charlotte Hornets de la NBA. Con 1,96 metros de estatura, juega en la posición de escolta.

## Trayectoria deportiva

### Universidad
Tras participar en su etapa de instituto en los prestigiosos McDonald's All-American Game y Nike Hoop Summit junto con su compañero Nico Mannion, jugó una temporada con los Wildcats de la Universidad de Arizona, en la que promedió 12,0 puntos, 4,6 rebotes, 2,6 asistencias y 1,5 robos de balón por partido.
El 10 de abril de 2020 se declaró elegible para el Draft de la NBA, renunciando a los tres años de universidad que le quedaban.

#### Estadísticas
| Año     | Equipo  | PJ | PT | MPP  | %TC  | %3P  | %TL  | RPP | APP | ROB | TPP | PPP  |
| ------- | ------- | -- | -- | ---- | ---- | ---- | ---- | --- | --- | --- | --- | ---- |
| 2019–20 | Arizona | 30 | 30 | 30.9 | .424 | .361 | .780 | 4.6 | 2.6 | 1.5 | .4  | 12.0 |

### Profesional
Fue elegido en la decimoctava posición del Draft de la NBA de 2020 por los Dallas Mavericks.
Tras cuatro temporadas en Dallas, el 1 de julio de 2024, es traspasado a Charlotte Hornets.
Al término de su primera temporada en Charlotte, se somete a una operación en el hombro.

## Selección nacional
A pesar de tener varias oportunidades, y de querer, para formar parte del equipo australiano, varias circunstancias lo impidieron deese 2018 hasta 2021.
En verano de 2021, fue parte de la selección absoluta australiana que participó en los Juegos Olímpicos de Tokio 2020, que ganó la medalla de bronce. Debutando finalmente con la absoluta en el primer encuentro del torneo ante Nigeria.
Durante agosto y septiembre de 2023 fue integrante de la selección de Australia que participó en el Mundial de 2023 celebrado en Asia, y que finalizó en décimo lugar.
Entre julio y agosto de 2024 fue parte de la selección absoluta de Australia, que disputó los Juegos Olímpicos de París, finalizando en sexta posición.

## Estadísticas de su carrera en la NBA

### Temporada regular
| Año     | Equipo    | PJ  | PT  | MPP  | %TC  | %3P  | %TL  | RPP | APP | ROB | TPP | PPP |
| ------- | --------- | --- | --- | ---- | ---- | ---- | ---- | --- | --- | --- | --- | --- |
| 2020-21 | Dallas    | 39  | 5   | 11.4 | .452 | .160 | .565 | 2.0 | .7  | .4  | .1  | 2.6 |
| 2021-22 | Dallas    | 67  | 3   | 15.5 | .508 | .359 | .689 | 2.4 | 1.2 | .7  | .2  | 4.8 |
| 2022-23 | Dallas    | 60  | 21  | 25.7 | .537 | .402 | .723 | 3.0 | 1.7 | .7  | .1  | 9.1 |
| 2023-24 | Dallas    | 57  | 33  | 26.4 | .479 | .385 | .684 | 3.2 | 2.3 | .8  | .2  | 8.2 |
| 2024-25 | Charlotte | 68  | 67  | 27.8 | .428 | .391 | .681 | 2.5 | 1.6 | 1.1 | .2  | 7.4 |
| Total   | Total     | 291 | 129 | 22.0 | .482 | .380 | .687 | 2.7 | 1.5 | .8  | .2  | 6.7 |

### Playoffs
| Año   | Equipo | PJ | PT | MPP  | %TC  | %3P  | %TL  | RPP | APP | ROB | TPP | PPP |
| ----- | ------ | -- | -- | ---- | ---- | ---- | ---- | --- | --- | --- | --- | --- |
| 2021  | Dallas | 1  | 0  | 4.0  | –    | –    | –    | .0  | .0  | .0  | .0  | .0  |
| 2022  | Dallas | 16 | 0  | 7.6  | .286 | .227 | .250 | .8  | .4  | .3  | .0  | 1.4 |
| 2024  | Dallas | 22 | 0  | 18.1 | .424 | .390 | .737 | 2.5 | 1.0 | .8  | .1  | 5.0 |
| Total | Total  | 39 | 0  | 13.4 | .389 | .346 | .593 | 1.7 | .8  | .6  | .1  | 3.4 |